# Scoundrel Days
Scoundrel Days is het tweede album van a-ha uit 1986.

## Nummers
"I've Been Losing You" was het eerst uitgebrachte lied van Scoundrel Days, en ook meteen de populairste single van de plaat in Europa.
Hierna volgde "Cry Wolf", dit werd het grootste succes in de Verenigde Staten. Ook in zo goed als alle andere landen waarin het nummer werd uitgebracht, kwam het terecht in de top 40. In Japan haalde het de eerste plaats, terwijl het in Noorwegen slechts de tweede bereikte. De tekst "Night I left the city I dreamt of a Wolf..." wordt toegeschreven aan Lauren Savoy, met wie Pål Waaktaar-Savoy later trouwde.
"Maybe Maybe" werd daarna uitgebracht, maar uitsluitend in Noorwegen.
"Manhattan Skyline" verscheen als derde internationale single van Scoundrel Days, en werd geschreven door Magne Furuholmen en Pål Waaktaar-Savoy. Furuholmen opent het nummer door te spelen op een Roland Juno Synth in F. Voor dit deel van het lied is hij, naar eigen zeggen, ook verantwoordelijk. Het refrein is geschreven door Savoy. De toonsoort verandert hier naar d mineur en door gitaarspel, neemt het lied een wending richting hardrock aan. Het grootste succes dat deze single behaalde was de derde plaats in Ierland.

## Singles van dit album
- I've Been Losing You - NL #11
- Cry Wolf - NL #16
- Manhattan Skyline -